# اوسته
شهر اوسته  در بخش اوسته در ایالت زوریخ در کشور سوئیس واقع شده‌است که ۲۸٬۷۰۰ نفر جمعیت دارد.

## نگارخانه

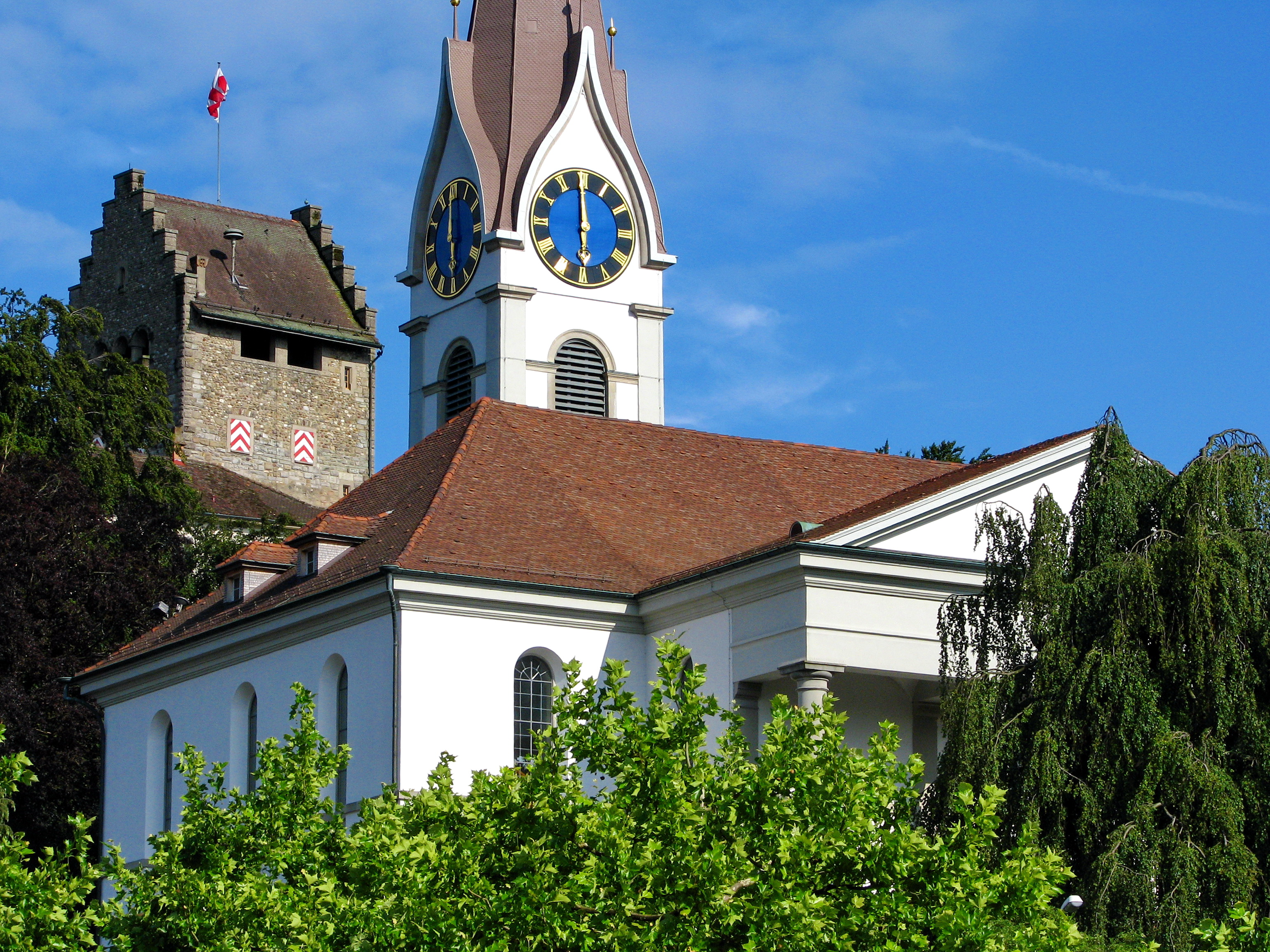
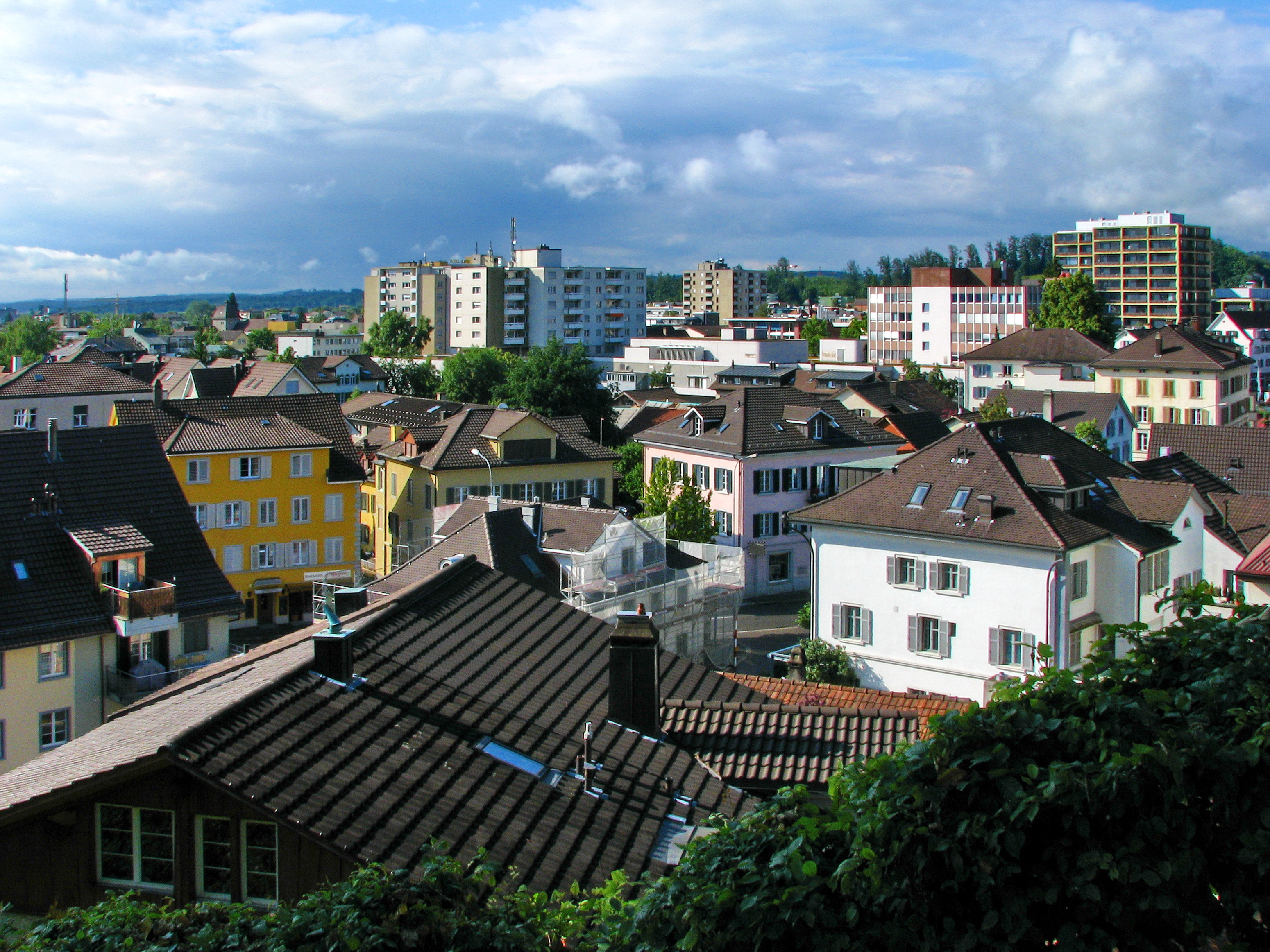
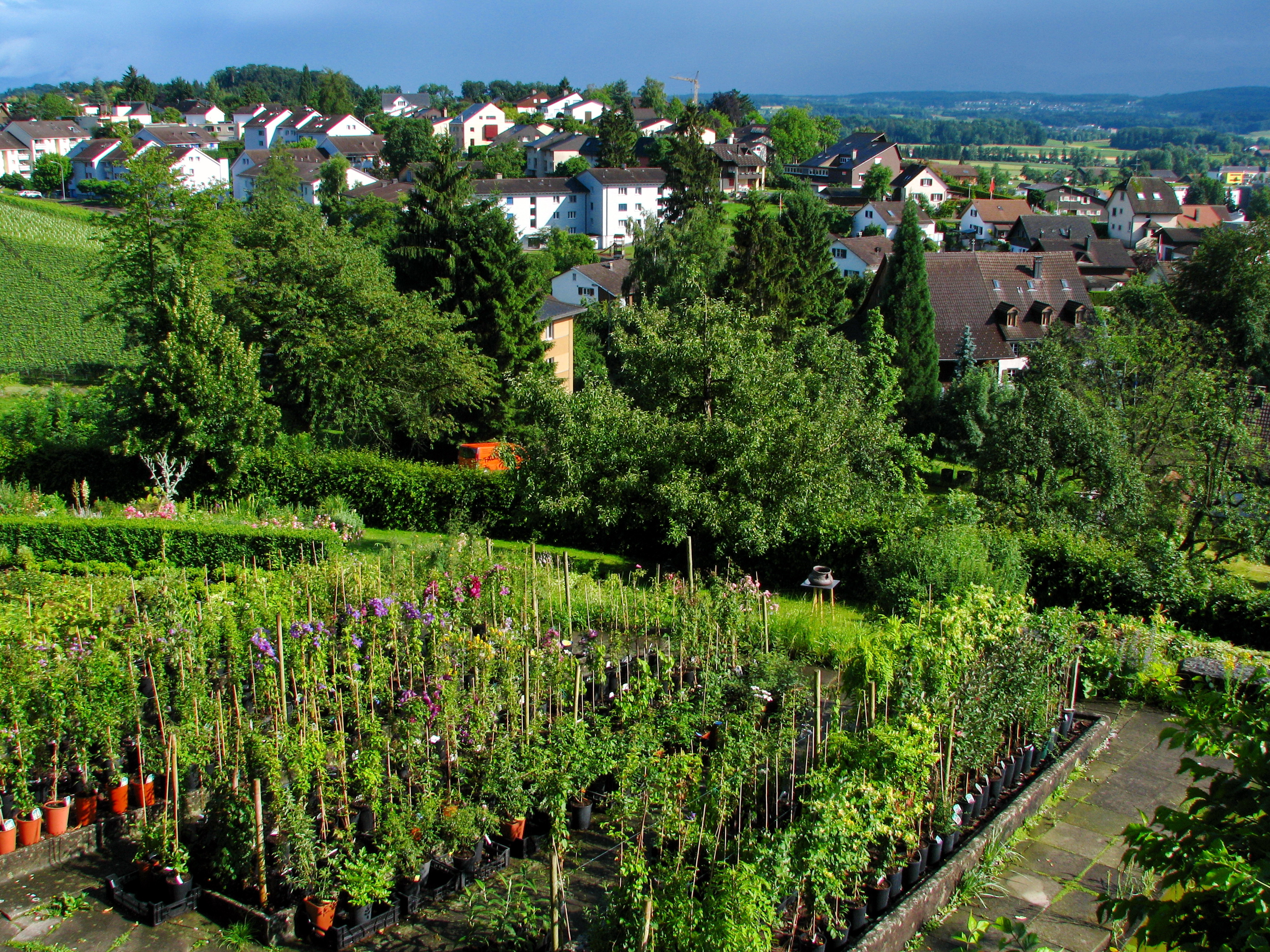
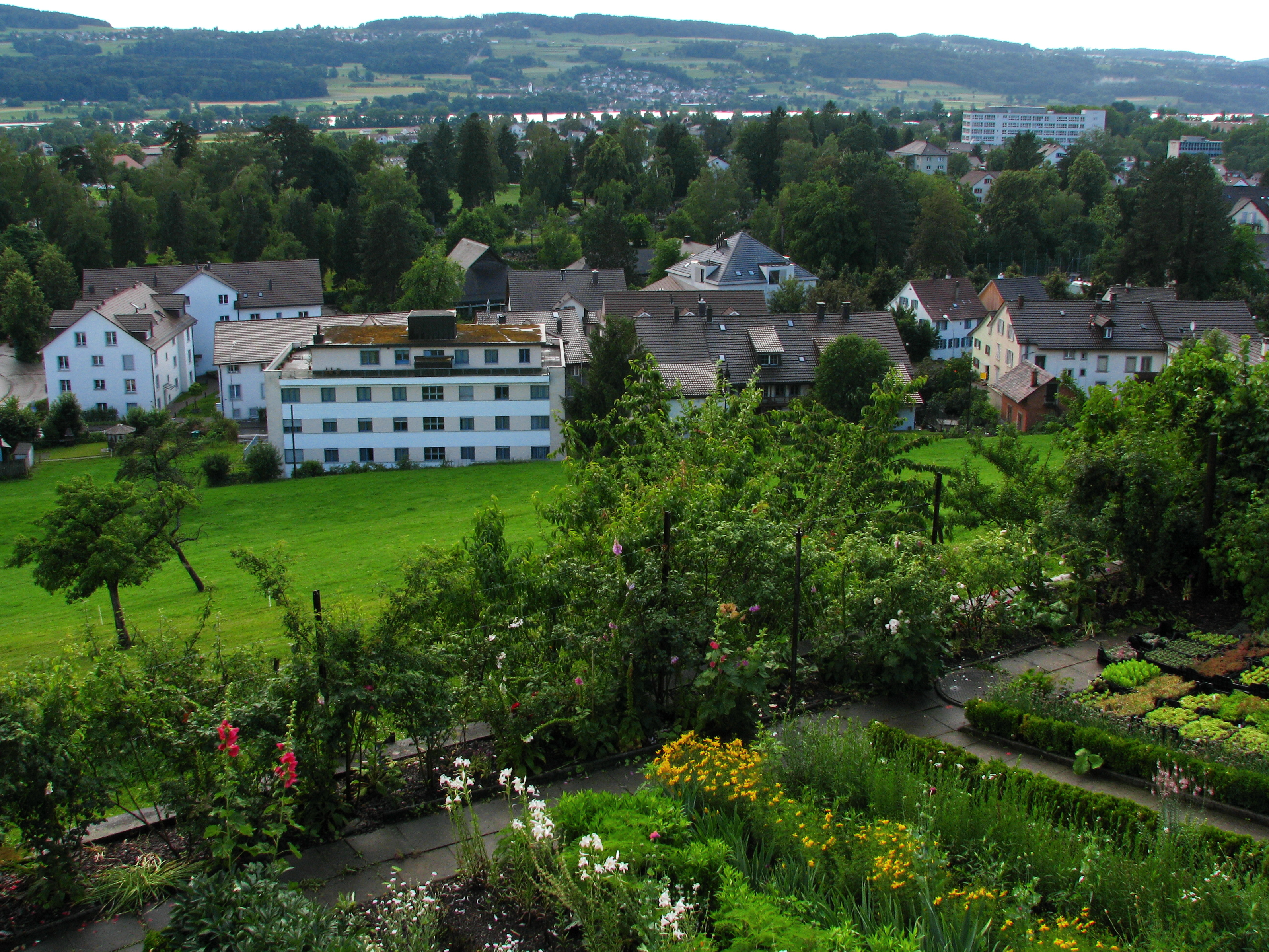
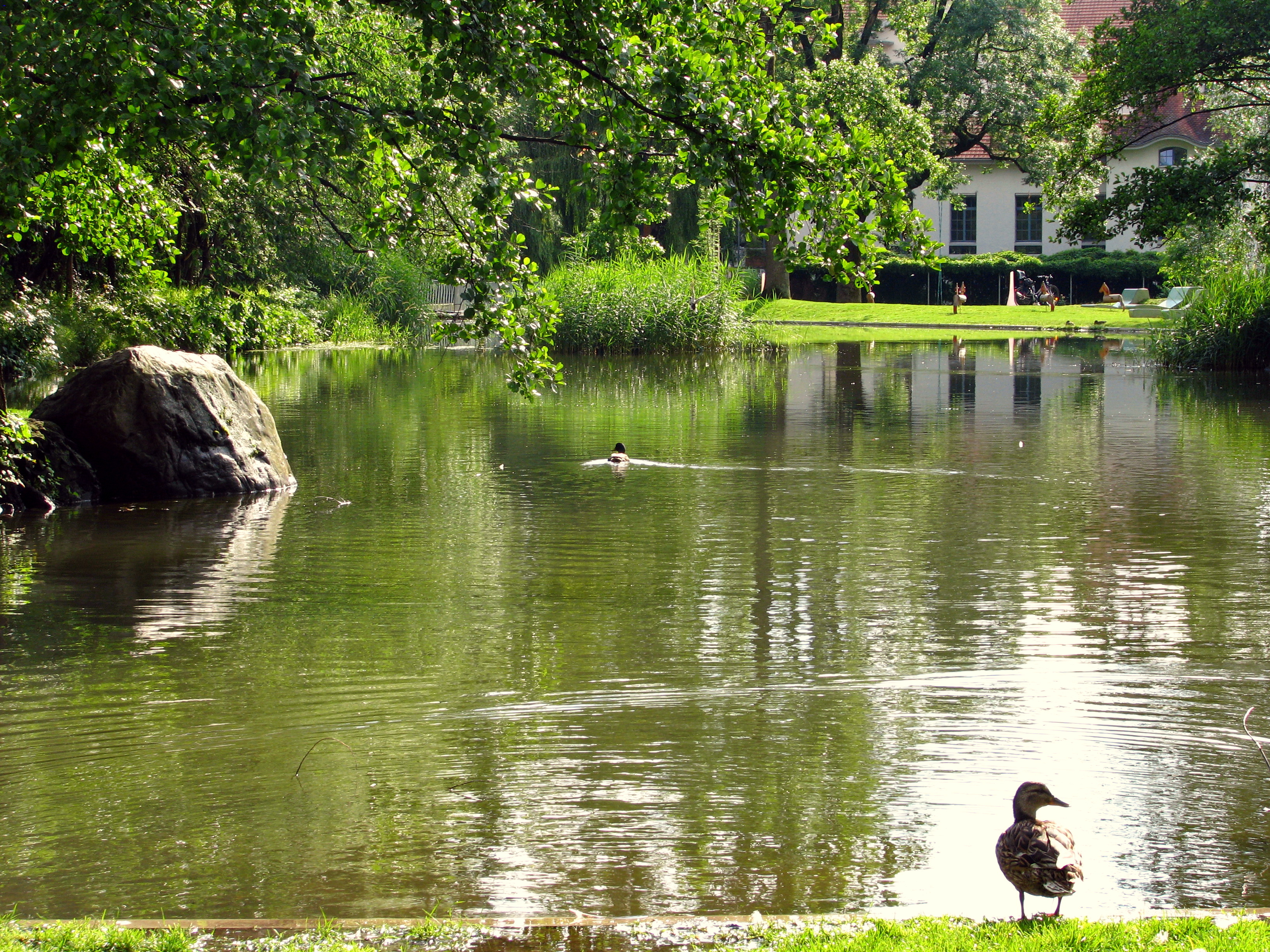
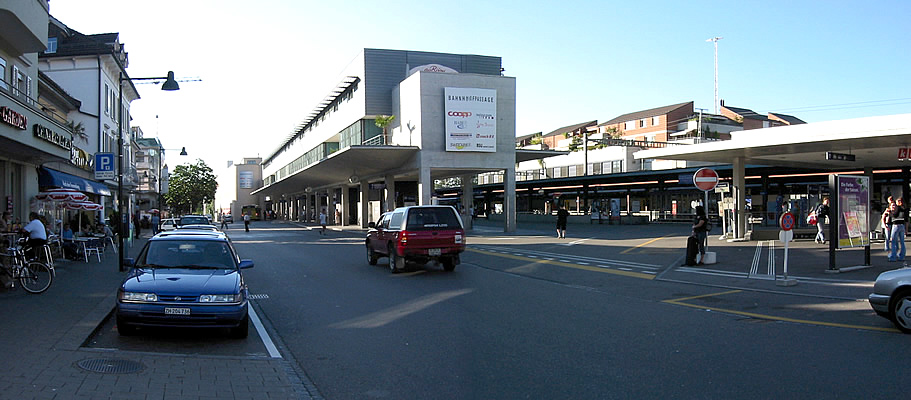